# Lamprosema leucophaea
Lamprosema leucophaea là một loài bướm đêm trong họ Crambidae.